# Castelul Pieskowa Skała
Pieskowa Skała (în poloneză pʲɛsˈkɔva skaˈwa pentru Piatra Cățelușului) este o stâncă de calcar din valea râului Prądnik, Polonia, cunoscută mai bine pentru castelul său renascentist. Este situat în limitele Parcului Național Ojcowski, la 27 km nord de Cracovia, în apropiere de satul Sułoszowa. Castelul a fost menționat pentru prima dată în documentele latine ale regelui polonez Vladislav I cel Scurt (Władysław Łokietek) înainte de 1315, ca un „castrum Peskenstein”.

## Istoria castelului
Castelul Pieskowa Skała, construit de Regele Cazimir al III-lea cel Mare, este unul dintre cele mai cunoscute exemple de arhitectură defensivă a renașterii poloneze. Acesta a fost ridicat în prima jumătate a secolului al XIV-lea, ca parte a lanțului de castele fortificate numite Orle Gniazda (Cuiburi de Vulturi), de-a lungul Jura poloneze (înpoloneză Jura Krakowsko-Częstochowska) extinzându-se la nord-vest de Cracovia până la Częstochowa.
Castelul a fost renovat și donat în 1377 de către regele Ludovic I al Ungariei la Piotr Szafraniec din familia Szczypien și lui Migaczewski de Łuczyce, în conformitate cu o interpretare mai modernă a cronicarului din secolul al XV-lea Jan Długosz, dar familia a câștigat dreptul deplin de proprietate asupra castelului numai în 1422 de la Regele Vladislav al II-lea al Poloniei în semn de recunoaștere a serviciului credincios în Bătălia de la Grunwald de către Piotr Szafraniec, șambelan din Cracovia.
Castelul a fost reconstruit în 1542-1544 de către Niccolò Castiglione cu ajutorul lui Gabriel Słoński din Cracovia. Sponsor al reconstrucției castelului în stil manierist a fost calvinistul Stanisław Szafraniec, voievodul de Sandomierz. La acea vreme turnul medieval original a fost transformat într-o pitorească logie dublă decorată în tehnica sgraffito. Între 1557 și 1578, forma de trapez a curții era înconjurată la nivelul celor două etaje superioare de arcade, împodobită cu 21 mascarone. Arcada rezalit de deasupra porții este o adăugire din secolul al XVII-lea.
Ultimul proprietar al castelului din familia Szafraniec a fost Jędrzej, fiul lui Stanislav, care a murit în 1608, fără a avea copii . După moartea lui, moșia a fost cumpărată de către Maciej Łubnicki și mai târziu de către familia Zebrzydowski. În 1640, Michał Zebrzydowski a construit fortificațiile bastionului cu poartă și o capelă în stil baroc. Castelul a schimbat proprietarii de mai multe ori de-a lungul secolelor. În 1903 a fost cumpărat de către Societatea Pieskowa Skała condusă de Adolf Dygasiński și, cu timpul, a fost predat statului polonez și meticulos restaurat.

## Galerie de imagini

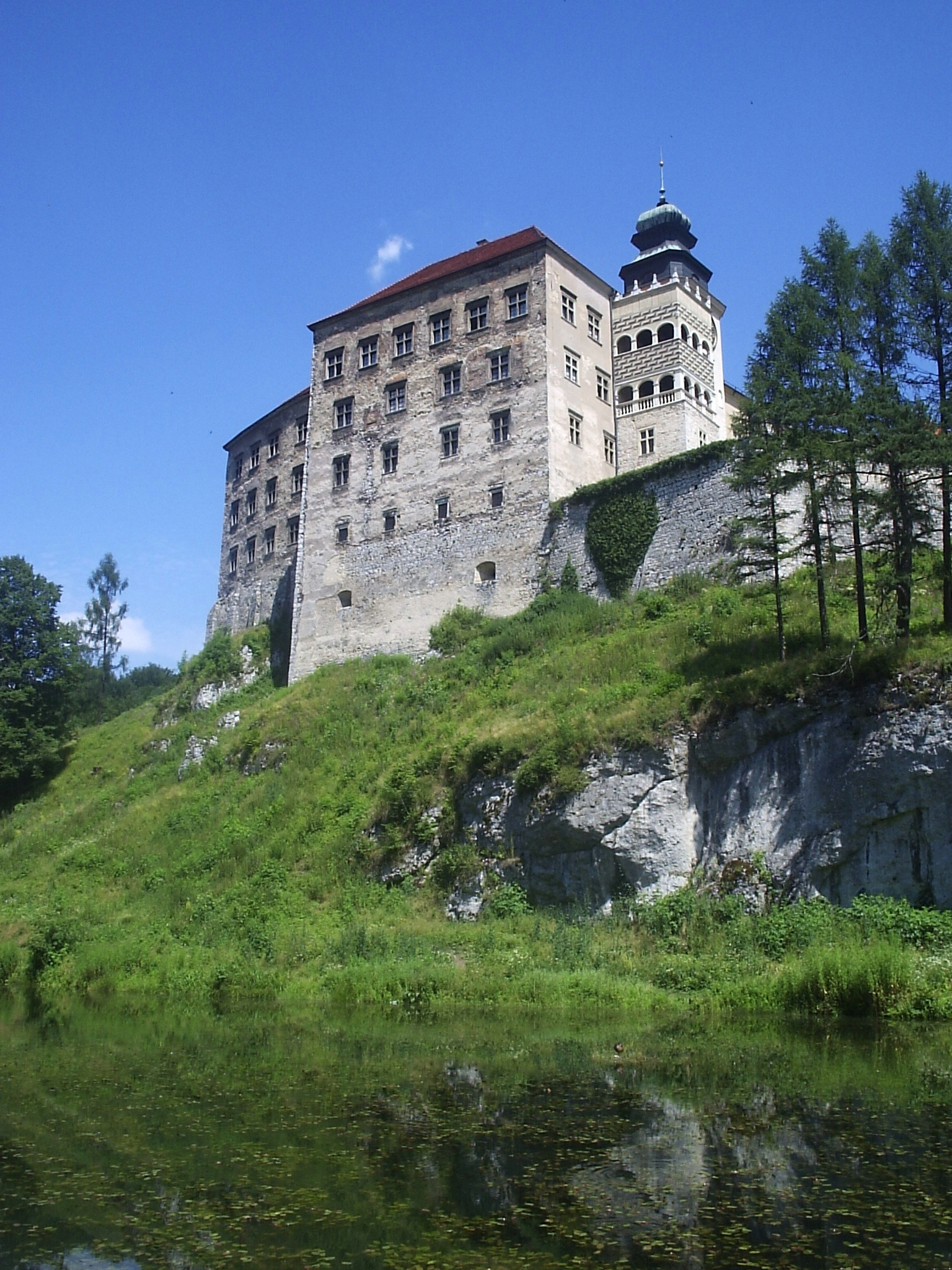
Fațada defensivă a Pieskowa Skała
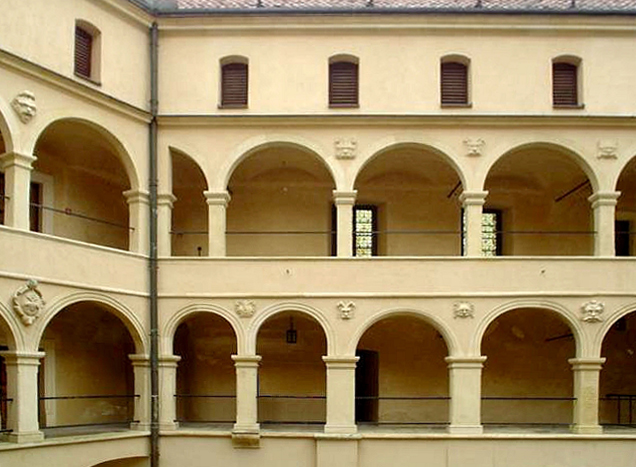
Curtea Castelului Pieskowa Skała
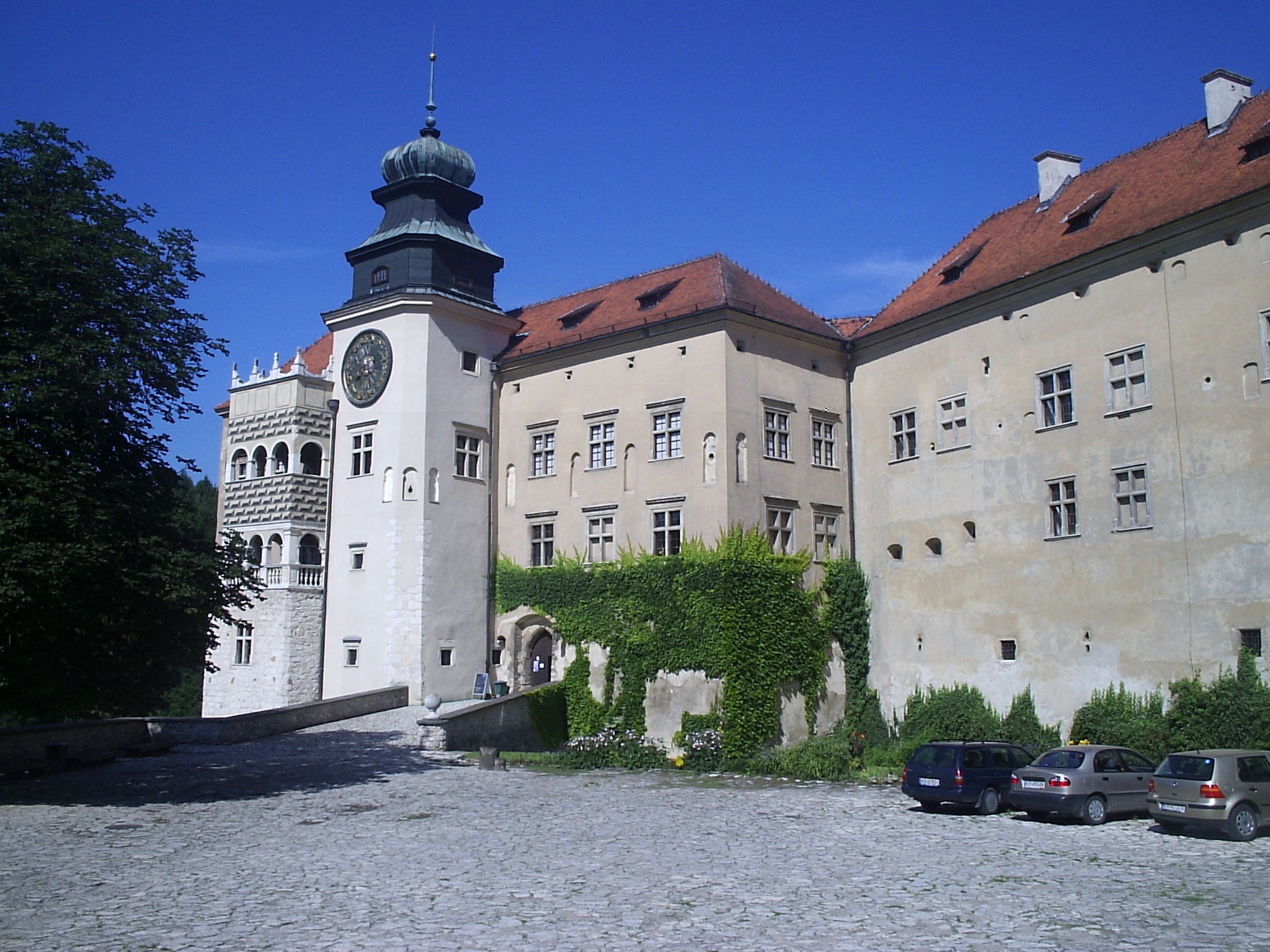
Intrarea principală
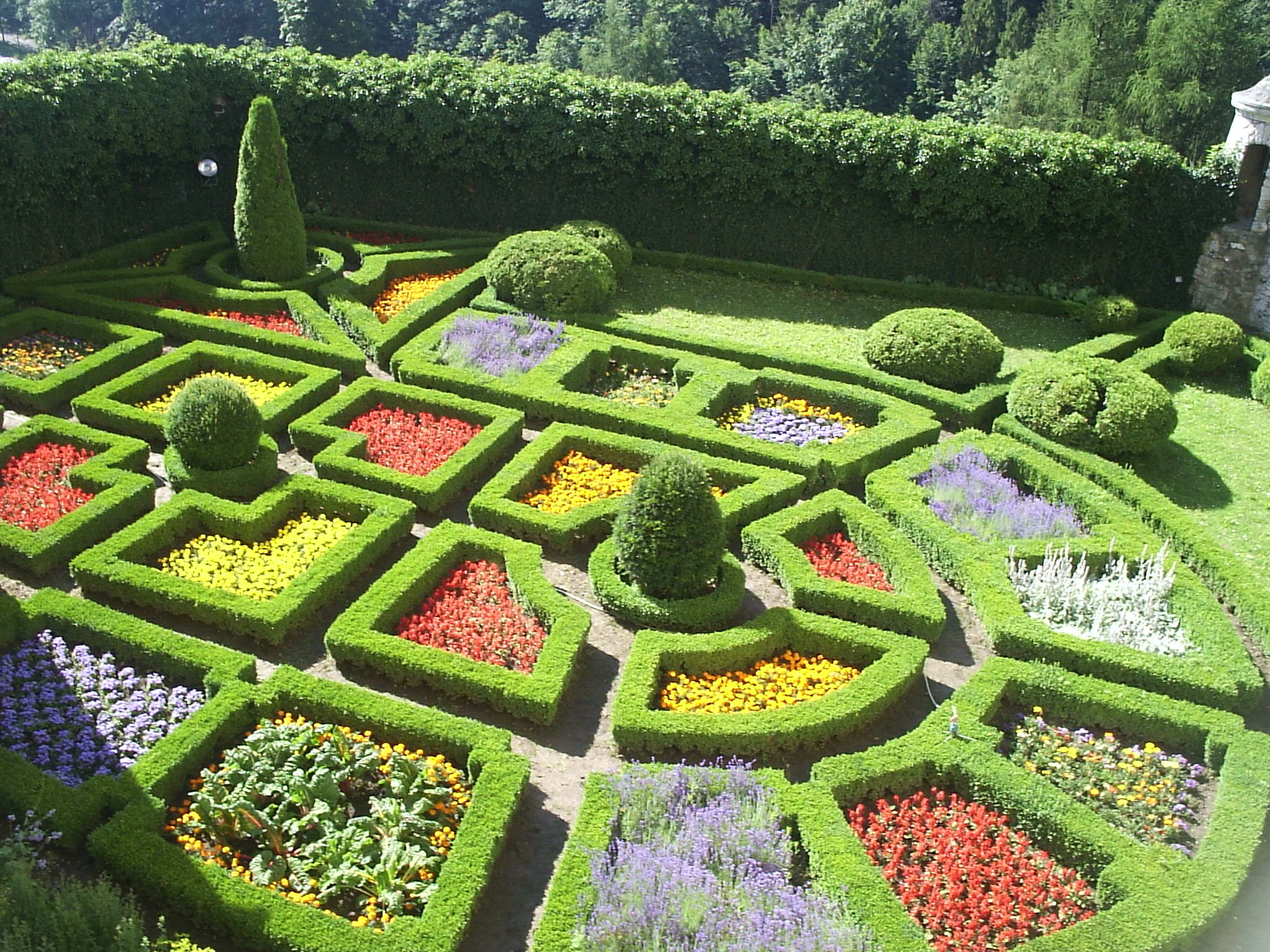
Grădină